# Plecia laffooni
Plecia laffooni är en tvåvingeart som beskrevs av Hardy 1950. Plecia laffooni ingår i släktet Plecia och familjen hårmyggor. Inga underarter finns listade i Catalogue of Life.